# Баскијски језик
Баскијски језик, такође еускера или баскуенсе (у прошлости познат као Еускара или Ускара), не припада породици
индоевропских језика, којима се говори у највећем дијелу Европе. До сада није доказана припадност баскијског ни било којој другој језичкој породици. Данас се говори на сјеверу Шпаније, у аутономној покрајини Баскији, у сјеверном дијелу аутономне покрајине Навара и у југозападном дијелу Француске (француска Баскија).
Баскијски језик је једини преромански језик који још увијек постоји на иберијском полуострву. Био је од великог утицаја за развој вокалног система шпанског, или кастиљанског језика. У првој половини XX вијека је пао у дужи период декаденције, због репресије и забране од стране шпанских власти (на челу са шпанским диктатором Франциском Франком), а и опадања интересовања међу млађим генерацијама. Крајем педесетих и почетком шездесетих година XX вијека, почиње поновни опоравак и оживљавање баскијског језика као симбола националне свести баскијског народа.
Успостављањем демократске власти у Шпанији и новог устава 1978. године, као и статута Гернике којим се регулише власт у Баскији, баскијски језик постаје кослужбени језик у Шпанији и постепено се враћа у јавни живот. Јединствени баскијски језик (еускара батуа) се развија од 1968. године, из потребе сједињавања различитих дијалеката ради успостављања јединствене лингвистичке форме. Иако је скоро од настанка баскијске књижевности постојала полемика око стандардизације, тек се педесетих година XX вијека дефинитивно започело с њом. На састанку конгреса Аранђацу, 1968. године, који је сазвала Академија, направио се дефинитиван план за јединствени баскијски језик. Данас је еускара батуа званична верзија језика у образовању и књижевности, администрацији, штампи и електронским медијима.
Поред стандардизоване верзије, пет историјских баскијских дијалеката су бискајски, гипускоански и горњонаварски у Шпанији и наварско-лапурдијски и соулетински у Француској. Своја имена преузимају из историјских баскијских провинција, али границе дијалеката нису у складу са границама провинција. Еускара Батуа је створена да би се баскијски језик могао користити — и лако га разумjети сви говорници Баскије — у формалним ситуацијама (образовање, масовни медији, књижевност), и то је његова главна употреба данас. И у Шпанији и у Француској, употреба баскијског језика за образовање варира од региона до региона и од школе до школе.
Први записи на баскијском језику пронађени су у манастиру Сан Милан од Когоље, који се налази у Риохи (чије подручје је данас познато у свијету по одличним винима). Ту су се такође нашли и први записи кастиљанског језика. Данас се сматра да је баскијски једини језик из породице пре-индоевропских језика у западној Европи, који је преживио инвазију индоевропских језика почевши од XIII вијека п. н. е.

## Име језика
На баскијском, назив језика је званично еускара (поред различитих дијалекатских облика).
Од ријечи еускара су настали многи од појмова којима баскијци дефинишу сами себе, истичући њима језик који говоре, као на примјер, еускалдун (баскијац који говори баскијски као матерњи језик) или Еускалерија - земља гдје живе они који говоре баскијски, појам који се такође често користи као синоним за баскијски народ. За означавање свих других језика баскијци користе израз ердара, и за баскијца који не говори баскијски језик се користи израз ердалдун, који, иако у свом општем значењу има сличности са изразом варварин, не посједује никакве понижавајуће примјесе.
На француском се језик обично назива баскијски, иако је еускара постала уобичајена у последње врИјеме. Шпански има већи избор назива за језик. Данас се најчешће назива васцо, ленгуа васца или еускера. Оба термина, васко и баскија, наслеђени су од латинског етнонима Vascones, који заузврат потиче од грчког израза Ουασκωνες (оуасконес), етнонима који је Страбон користио у својој Географији.
Шпански израз Vascunece, изведен од латинског vasconice, је током вијекова стекао негативне конотације и уопште није омиљен међу говорницима Баскије. Његова употреба је документована најмање још у 14. вијеку када је у закону усвојеном у Хуески 1349. године наведено да item nuyl corridor nonsia usado que faga mercadería ninguna que compre nin venda entre ningunas personas, faulando en algaravia nin en abraych nin en basquenç: et qui lo fara pague por coto XXX sol-суштински кажњавајући употребу арапског, хебрејског или баскијског на пијацама казном од 30 сола (еквивалентно 30 оваца).